# Shazzan
Shazzan es un personaje ficticio y protagonista principal de la serie de televisión animada que lleva su nombre. Shazzan fue creado por el famoso caricaturista Alex Toth, quien también diseñó los personajes, y producido por Hanna-Barbera Productions. El programa se transmitió para los Estados Unidos por la cadena CBS los días sábados en 18 bloques de 30 minutos de duración aproximadamente, desde el 9 de septiembre de `1967 hasta el 6 de septiembre de 1969 y tuvo un total de 36 episodios. La serie tuvo luego muchas repeticiones. Por ejemplo: Fue estrenada en Brasil por la cadena de TV Globo en el año 1968, mientras que en España y el resto de Hispanoamérica se estrenó a partir de inicios de los años 70 y siguió en el aire durante la década de los 80. Finalmente, a partir de diciembre del año 2003, pudo ser vista en Latinoamérica por la cadena Boomerang de Cartoon Network durante el bloque Boomeraction, en el horario de 5:30-6:00 de la tarde de lunes a viernes, con repetición por las mañanas y en las noches. Al comenzar el año 2004, la serie pasó a transmitirse los fines de semana por este mismo canal, en el horario de 4:00-6:00 de la tarde, teniendo así un bloque de dos horas de duración, también con repeticiones.

## Argumento
La serie trata sobre las aventuras de dos hermanos mellizos, Chuck y Nancy, quienes son guiados y ayudados durante su travesía a través del País de las Mil y una Noches (Arabia antigua) por Shazzan, un genio de tamaño gigante. Shazzan es tan poderoso que ninguno de sus oponentes puede hacerle daño y al final él logra salir siempre victorioso. Es un genio de carácter sabio y pacífico, y es común verlo aparecer en la serie terminando cada una de sus frases con su característico "¡ho-ho ho-HO!", y refiriéndose a Chuck y Nancy como sus pequeños amos.
Mientras atraviesan diversas y peligrosas regiones de las tierras de la antigua y mítica Arabia, como por ejemplo el mar del terror, el mundo subterráneo o el valle de los gigantes, Chuck y Nancy se detienen en ellas para descansar, o caen en esos lugares accidentalmente. Ahí se ven amenazados por muchos enemigos, todos ellos extremadamente poderosos, con los que deben enfrentarse para sobrevivir. Normalmente el enemigo los vence y los acorrala, y ahí es cuando invocan a Shazzan juntando las manos y uniendo las dos mitades del anillo. Una vez que el genio aparece, el enemigo es prácticamente vencido inmediatamente.
Chuck y Nancy son dos hermanos de edad adolescente, aparentemente provenientes de los Estados Unidos: Chuck es de carácter impetuoso, le gusta presumir de sus habilidades como mago aficionado pero es bueno de corazón. Por otro lado, su hermana Nancy es menos propensa a meterse en problemas, es rubia, adorable, algo ingenua e igual de inteligente y valiente que su hermano. La historia comienza cuando los dos salen a explorar las misteriosas cuevas en la Costa del estado de Maine.
De hecho, la forma como Chuck y Nancy conocen al genio por primera vez es narrada de esta manera al comienzo de cada episodio:
“En una cueva de la costa de Maine, Chuck y Nancy encuentran un misterioso cofre que contiene un anillo partido a la mitad. Al unirlo se forma la palabra Shazzan. Al pronunciar la palabra Chuck y Nancy son transportados al famoso País de las Mil y una Noches. Allí conocen al genio Shazzan; que los monta sobre Kaboobie, un mágico camello volador. Shazzan siempre aparece cuando ellos lo necesitan, pero él no puede hacerlos volver a su casa hasta que ellos no devuelvan el anillo a su verdadero dueño. Y así comienza su increíble aventura”.
Por lo tanto, el deber de Shazzan es proteger y cuidar de los gemelos, mientras estos buscan a su verdadero dueño.
Además de Kaboobie y del anillo Chuck y Nancy poseen otros objetos mágicos tales como el manto de invisibilidad (una capa que los hace a ellos invisibles cuando se cubren con ella), la soga mágica (una cuerda que se mueve por sí sola de acuerdo a sus órdenes), el polvo de sueño (que, como su nombre indica, es un polvo que deja fuera de combate al que esté cerca) y una alfombra voladora.
Chuck y Nancy tienen cada uno una mitad del anillo, que tiene que ser juntado para hacer aparecer a Shazzan, al tiempo que los dos exclaman su nombre. De ahí que sus enemigos, generalmente hechiceros o genios malignos, intenten separarlos en muchas ocasiones.
La serie era similar en música y efectos de sonido a todas las demás series de ficción creadas por Alex Toth para Hanna-Barbera durante los años 60, como por ejemplo El fantasma del espacio y Dino Boy, Moby Dick y Mighty Mightor, Los Herculoides, etc. Como dato adicional, la música del programa, así como la de todos los antes mencionados, fue escrita por Hoyt S. Curtin, con ayuda de Ted Nichols, Richard Olson y Bill Jety.
Curiosamente, al final de la serie los hermanos gemelos nunca resolvieron su situación, pues a lo largo de los 36 capítulos que duró la serie, ellos nunca llegaron a encontrar al verdadero amo de Shazzan, y nunca se mostró que ellos pudieron volver a su propio tiempo.

## Poderes y habilidades de Shazzan
En un comercial, se hace referencia a Shazzan como "Shazzan, el más grande de todos los genios". La afirmación es muy cierta, en principio porque Shazzan es un genio de tamaño gigante, lo suficientemente grande como para tomar a Chuck, Nancy y el camello Kaboobie en la palma de su mano. Naturalmente, aparte de eso, Shazzan está dotado de grandes poderes mágicos, y al parecer, es capaz de hacer cualquier cosa, desde aumentar de tamaño, hasta despojar a otros de sus poderes, controlar todos los elementos del Universo, transformar la materia a voluntad, y hasta alterar la realidad. Todo esto nos indica que Shazzan puede hacer y sobrevivir a cualquier cosa, pero esto no es del todo cierto. Para empezar, Shazzan es un genio, y de acuerdo al mito común, ningún genio puede existir sin estar unido a algún objeto mágico, como una lámpara mágica o una botella, (en este caso el anillo). Esto significaría que, al destruir el anillo, Shazzan moriría, aunque durante la serie ninguno de sus enemigos trató de destruirlo, y siempre preferían tratar directamente con el gigantesco e inmortal genio. Usualmente, Shazzan los vencía, aunque en algunos episodios, los mismos villanos sellaban su propio destino. Entre los enemigos que Chuck y Nancy se encontraron podemos mencionar al demonio de la botella (demonio maligno encerrado por Shazzan hace 4000 años), el jefe de los ladrones (poderoso señor que obliga a sus ladrones a traerle preciosos tesoros), el cazador malo (mago árabe con una serie de criaturas a su mando), el amo de la obscuridad (emperador con gran poder que cuida sus tesoros), etc.

## Otras apariciones
La primera aparición de los personajes de Shazzan, Chuck, Nancy y Kaboobie en la televisión, no fue en su propia serie, si no en uno de los episodios finales del Fantasma del espacio titulado "El consejo de la muerte parte 6: El encuentro final". Al principio de dicho episodio, el Fantasma había sido lanzado por el consejo de la muerte a otra dimensión, de la que nunca podría regresar. El Fantasma se encuentra en la corte del sultán de las llamas, y sus bandas de poder son inútiles contra la magia del sultán. Entonces llegan Chuck y Nancy, y al ver lo que sucede, invocan a Shazzan, quien acaba con el sultán y su demonio de fuego, y ayuda al Fantasma a regresar a su propia dimensión.
Shazzan apareció en una parodia hecha el 14 de mayo del año 2005, en el programa nocturno estadounidense de humor y comedia Sábado por la noche en vivo. La parodia, llamada "¡Shazzáng!", mostraba al genio venciendo rápidamente a un villano, ejecutándolo luego en una forma cada vez más sádica, Ante el creciente horror y consternación de Chuck, Nancy y Kaboobie. La parodia fue generalmente bien recibida, aunque algunos televidentes la encontraron excesivamente violenta y perturbante. Esta parodia se encuentra en el especial en DVD del programa, llamada "The best of TV Funhouse".
Shazzan también apareció en el episodio n.º 33 de la serie Harvey Birdman, abogado, en el que tuvo un pleito legal con Mental, el raptor de mentes, después de ser liberado por Maní cuando inexplicablemente, Vengador comenzó a hablar.

## Cómics y libros de Shazzan
Shazzan apareció en la serie de historietas de Gold Key, publicadas por Hanna-Barbera desde julio de 1968 hasta abril de 1969, donde se ilustraban sus aventuras, además de las de otros superhéroes de ficción de la productora, como el Fantasma del Espacio, Sansón y Goliat, Birdman y el trío galaxia, etc. Estos libros de historietas se llamaban: "Superhéroes de la TV de Hanna Barbera" (Hanna Barbera TV super heroes en inglés).
A continuación la relación de dichos cómics, con sus títulos en inglés y español y una sinopsis de cada uno de ellos:
1. El diamante de la perdición (The Diamond of Doom): Shazzan, Chuck, Nancy y Kaboobie tratan de sobrevivir al diamante de la Perdición, impulsado con el poder del codicioso cazador de fortunas, Ahrid.
2. Los terrores de Turaba (Terrors of Turaba): Chuck, Nancy, y Kaboobie se encuentran en las tierras de Arabia, cuando un fuerte viento les obliga a caer a través de una cascada en una ciudad hecha de porcelana, gobernada por Kadi. El ídolo de Turaba les dice que serán convertidos en porcelana, pero Chuck y Nancy llaman a Shazzan que derrota a Kadi y al Ídolo de Turaba.
3. El maestro mental (Mind-Master): Chuck y Nancy despiertan en una tierra de Arabia, donde nieblas de la mente los hacen pensar que sus sueños se hacen realidad. Al investigar su hogar imaginario, son capturados por Morpho, maestro mental. Convocan a Shazzan y este derrota a Morpho.
4. La maldición del hechicero de las Nubes (Curse of the Cloud-Wizard): Chuck y Nancy son capturados por una bestia que resulta ser el príncipe Hari de Shana-Tah. Él ha sido convertido en una bestia por Niarriz, el hechicero de las nubes, para que así no pueda casarse con la princesa Lanore. Shazzan convierte al hechicero de las nubes en un mosquito y luego devuelve al Príncipe Hari a su estado original.

Shazzan apareció (junto a los herculoides) en la edición número 13 del libro de historietas "Cartoon Network Presenta" (Cartoon Network Presents), publicado por la compañía DC Comics en julio de 1998, protagonizando una historia llamada: "El Premio de Kaboobie" (Kaboobie's Prize). El argumento de esta historia es el siguiente:
Los Duendes de Kartak se roban a Kaboobie (el camello alado) para venderlo en una subasta de animales exóticos. Allí, Kaboobie se enamora de una unicornio femenina. Shazzan viene al rescate y devuelve a todos los animales a su lugar de origen.
Aparte de esto, Shazzan tuvo su propio libro, que fue publicado por Whitman Publications en el año 1968 y escrito por Don R. Christenson. El título del libro era "La princesa de cristal", constaba de 248 páginas y contaba las aventuras de Chuck, Nancy, Kaboobie y Shazzan, dando al parecer un final para la historia ya que en él, ellos tratan de encontrar al verdadero amo de Shazzan.

### Argumento del libro de Shazzan
A continuación el resumen del libro de Shazzan: "La princesa de cristal", junto con el nombre de cada uno de sus diez capítulos en inglés y español:
1. Los piratas del cielo (Sky pirates): Mientras viajaban por las exóticas tierras de la legendaria Arabia antigua, Chuck, Nancy y Kaboobie se topan con un barco pirata volador, que los ataca con cañones mágicos. Luego, los piratas los capturan porque quieren obligarlos a llamar a Shazzan, para que este les pueda dar tesoros. Chuck y Nancy se resisten a hacerlo, y cuando los piratas tratan de obligarlos, se lanzan por la borda del barco y a una muerte segura, pues ya no pueden juntar sus anillos para llamar a Shazzan.
2. La magia del genio (The genie's magic): Kaboobie logra desatarles las manos, ellos convocan a Shazzan y este los salva del peligro. Luego, Shazzan sí les da muchos tesoros a los piratas, pero estos pesan tanto que su barco comienza a caer del cielo. El capitán Ahmed le dispara a Shazzan con sus cañones, pero en vano.
3. El pozo de los recuerdos (Pool of memories): Después de haber sido salvados del peligro, Chuck y Nancy le preguntan al genio por qué aún no han podido regresar a casa, y este les dice que tal vez sea mejor que nunca encuentren a su verdadero dueño. Entonces Shazzan usando su magia, los lleva al fozo de los recuerdos, donde les muestra a los hermanos cómo fue que ellos llegaron a encontrar el anillo: Una princesa llamada Nada Tia, era la verdadera ama de Shazzan, pero el malvado Shalagar la encarceló para quedarse con su reino, cortó su anillo por la mitad y lo envió a la Tierra, Chuck y Nancy lo encontraron y así se originó todo. Entonces los mellizos se ofrecen a rescatar a la verdadera ama de Shazzan, para así devolverle el anillo.
4. Capturados (Captured): Chuck, Nancy y Kaboobie son capturados por el majarás de Morukhan, que les explica que fueron capturados gracias al rubí de la verdad eterna, que él ha convertido en un arma. El majarás quiere usar a Kaboobie para que se cuele en los siete reinos y robe la espada diamante de Shalagar, para poder quedarse con ella, así que los encierra a los tres en un calabozo. Gracias a la soga mágica y el manto de invisibilidad, Chuck y Nancy consiguen llamar a Shazzan, quien los libera y destruye el castillo del majarás.
5. Las tierras de Shalagar (Land of Shalagar): Chuck y Nancy llegan a las tierras de los siete reinos, cuyos pobladores son dominados y están bajo la tiranía de Shalagar. Shalagar siente su presencia y envía una especie de hombres murciélagos llamados Weerdes para capturarlos. Logran escapar con el manto de invisibilidad, pero Chuck es capturado.
6. El peligro de la princesa (The princess's peril): Después de encerrar a Chuck y quedarse con su anillo, Shalagar amenaza con matar a la princesa Nada Tia si no encuentra a Nancy, por lo que ordena a los aldeanos que la busquen.
7. Fuga (Scape): Los aldeanos encuentran a Nancy y ella trata de convencerlos de que la ayuden a liberar a Chuck. Estos se niegan y tratan de atraparla, pero ella escapa con el manto de invisibilidad. Mientras tanto, Chuck tiene una visión de Shazzan que lo anima a usar su ingenio para escapar de su prisión, así que usa el polvo de sueño para dejar fuera de combate a los guardias y tomar las llaves de su celda.
8. La destrucción de Shazzan (Shazzan destruction): Chuck y Nancy se encuentran en el palacio de Shalagar. Chuck usa su polvo duplicador para tomar la forma de Shalagar y así logra descubrir dónde está su anillo. Él y Nancy juntan sus manos y aparece Shazzan, que encierra a Shalagar en un capullo de hilos de plata. Pero Shalagar escapa y arroja su espada diamante contra la espalda de Shazzan, haciéndole retorcerse de dolor, hasta que lentamente, desaparece.
9. Una voz lejana (A distant voice): De pronto, los gemelos escuchan la voz de Shazzan que los llama, pero él ya no puede venir hasta donde están ellos. Ellos deben viajar al limbo en el que Shazzan está atrapado y encontrarlo. Shazzan entonces les cuenta la historia de la espada diamante, que fue creada por un genio maligno llamado Zigor. Shazzan les dice que no puede regresar porque los aldeanos no creen en él, y no tienen esperanza ni fe en que su reino deje de ser gobernado por el tirano Shalagar. Chuck y Nancy regresan y convencen a cien de los aldeanos de que tengan fe y esperanza en que Shazzan volverá, y cuando Shalagar los ataca, Shazzan regresa a este mundo y los salva. Luego encierra la espada diamante en la Tierra, y finalmente, libera a la princesa Nada Tia de su prisión de cristal.
10. El regreso de Nada Tia (Nada Tia returns): Después de ser liberada, los mellizos le ofrecen el anillo a la princesa Nada Tia, pero esta les explica que no puede aceptarlo, porque ella, al igual que Chuck y Nancy, solo era el ama temporal de Shazzan, y no era su verdadero dueño. Shazzan les dice entonces que deben continuar la búsqueda del verdadero dueño del anillo. Así, Chuck, Nancy y Kaboobie dejan la ciudad en medio de una triunfal celebración, y del agradecimiento de los aldeanos.

## Reparto
En inglés:
- Barney Phillips: ...Shazzan.
- Jerry Dexter: ...Chuck.
- Janet Waldo: ...Nancy.
- Don Messick: ...Kaboobie, Mercuraad, y voces adicionales.
- Paul Frees: ...Baharuum el ofuscado, el jefe de los ladrones, y otros villanos.
- Ted Cassidy: ...El demonio de la botella.

En portugués (versión brasilera):
- Darcy Pedrosa: ...Shazzan (primera voz)
- Ribeiro Santos: ...Shazzan (segunda voz)
- Rodinei Gomes: ...Chuck (primera voz)
- Luiz Manuel: ...Chuck (segunda voz)
- Ruth Schelske: ...Nancy.
- Don Messick: ...Kaboobie (efectos bocales añadidos del original).
- Glória Ladany: ...Majarás en el episodio "El diamante de El Raphir", y voces adicionales.
- Isaac Bardavid: ...Kassir, el mago de los espejos, y otros personajes.
- Estudio de grabación: Cine Castro en Río de Janeiro y Sao Paulo.

En español:
- El doblaje de la serie al español fue realizado en los estudios de México, y los episodios eran presentados con el título de "Shazzan y el mago". La narración del principio del programa, así como la de cada episodio, fueron realizadas por el reconocido actor Francisco Colmenero, quien también dobló a algunos de los villanos, como el amo de las tinieblas. Junto a él estuvieron los actores Luis Bayardo en el papel de Chuck, y Fernando Rivas Salazar quien interpretó roles secundarios, como por ejemplo el del genio Baharuum.